# 托普利察

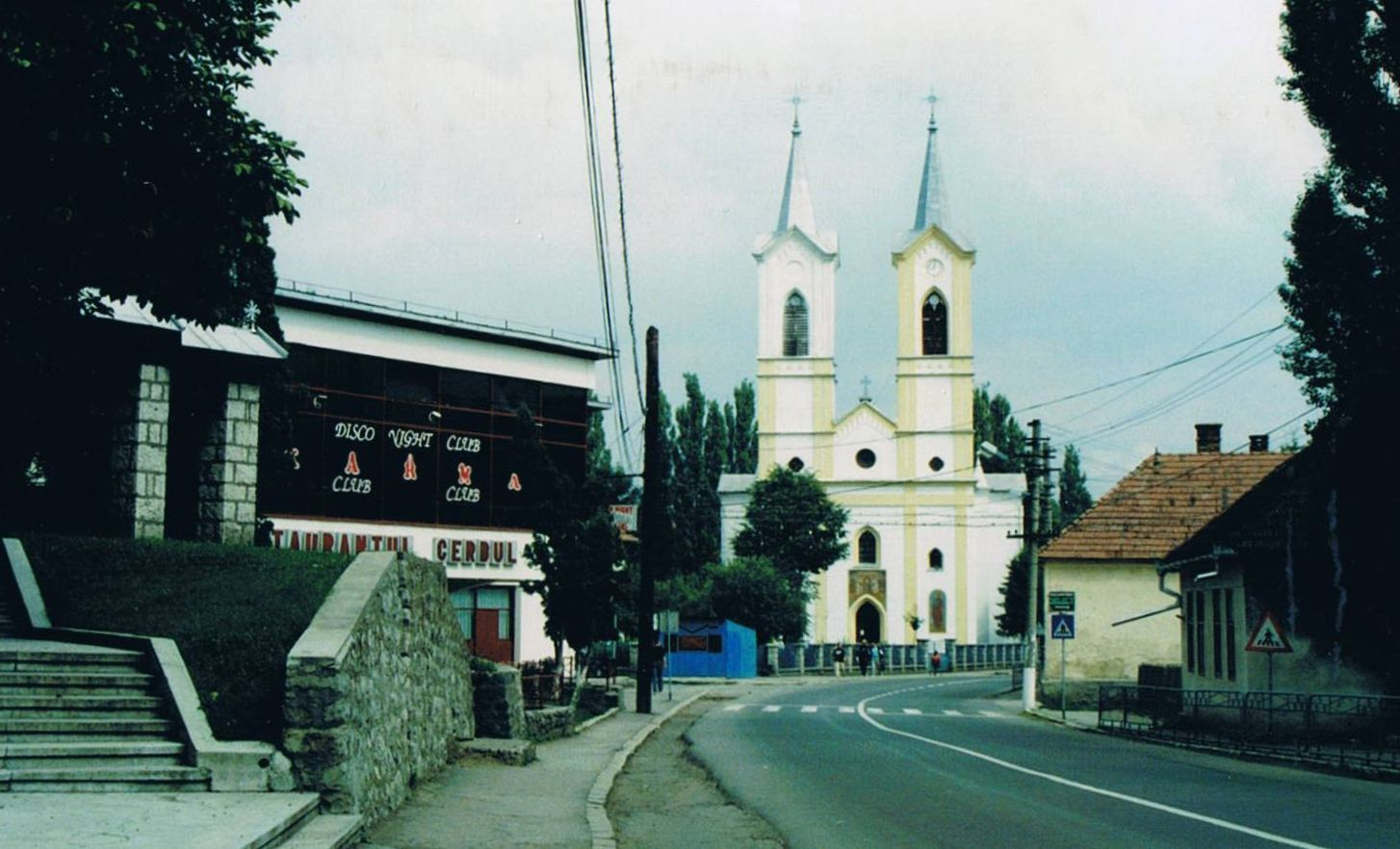

托普利察（羅馬尼亞語發音：[ˈtoplit͡sa]，匈牙利語發音：[ˈmɒroʃheːviːz] ⓘ）是羅馬尼亞的城市，位於該國北部，距離首都米耶爾庫雷亞丘克71公里，由哈爾吉塔縣負責管轄，面積50.75平方公里，海拔高度665米，2009年人口15,549，大多數居民信奉東正教。